# Szent Mihály és Gábriel arkangyalok templom (Kővárfonác)
A kővárfonáci Szent Mihály és Gábriel arkangyalok templom műemlékké nyilvánított épület Romániában, Máramaros megyében. A romániai műemlékek jegyzékében az  MM-II-m-A-04572 sorszámon szerepel.